# マーガレット (綾瀬はるかの曲)
「マーガレット」は、綾瀬はるかの4枚目のシングル。2010年8月11日にビクターエンタテインメントから発売された。

## 概要
初回限定盤には「マーガレット」のミュージックビデオを収録したDVDが同梱されている。監督は若木信吾。
歌詞には江ノ電が出てきて、神奈川県のご当地ソングになっている。

## 収録曲
1. マーガレット
  - 作詞：松本隆／作曲：呉田軽穂（松任谷由実）／編曲：亀田誠治
2. Hello, my friend
  - 作詞：松任谷由実／作曲：松任谷由実／編曲：鈴木正人（LITTLE CREATURES）
3. 木綿のハンカチーフ
  - 作詞：松本隆／作曲：筒美京平／編曲：オトナモード
4. マーガレット（poetry version）
5. マーガレット（instrumental）